# La Izvor
La Izvor este un parc din sectorul Buiucani, Chișinău. Fiind al doilea ca mărime din municipiu, acesta se întinde pe o suprafață de 150 de hectare și include 3 lacuri și câteva insulițe pe acestea. A fost amenajat pe parcursul anilor 1972-1973 de-a lungul cursului Bîcului, unde au și fost construite cele trei lacuri de baraj.
În perioada sovietică a fost numit „Parcul prieteniei popoarelor” (Парк Дружбы народов), în cinstea celor cincisprezece republici sovietice.
Pe parcursul anilor 2021-2023, parcul a fost reabilitat integral, fiind construite două stadioane multifuncționale, cu o capacitate de 1100 de locuri, corturi de tenis, piste pentru alergători și bicicliști și mai multe zone cu foișoare.

## Galerie de imagini

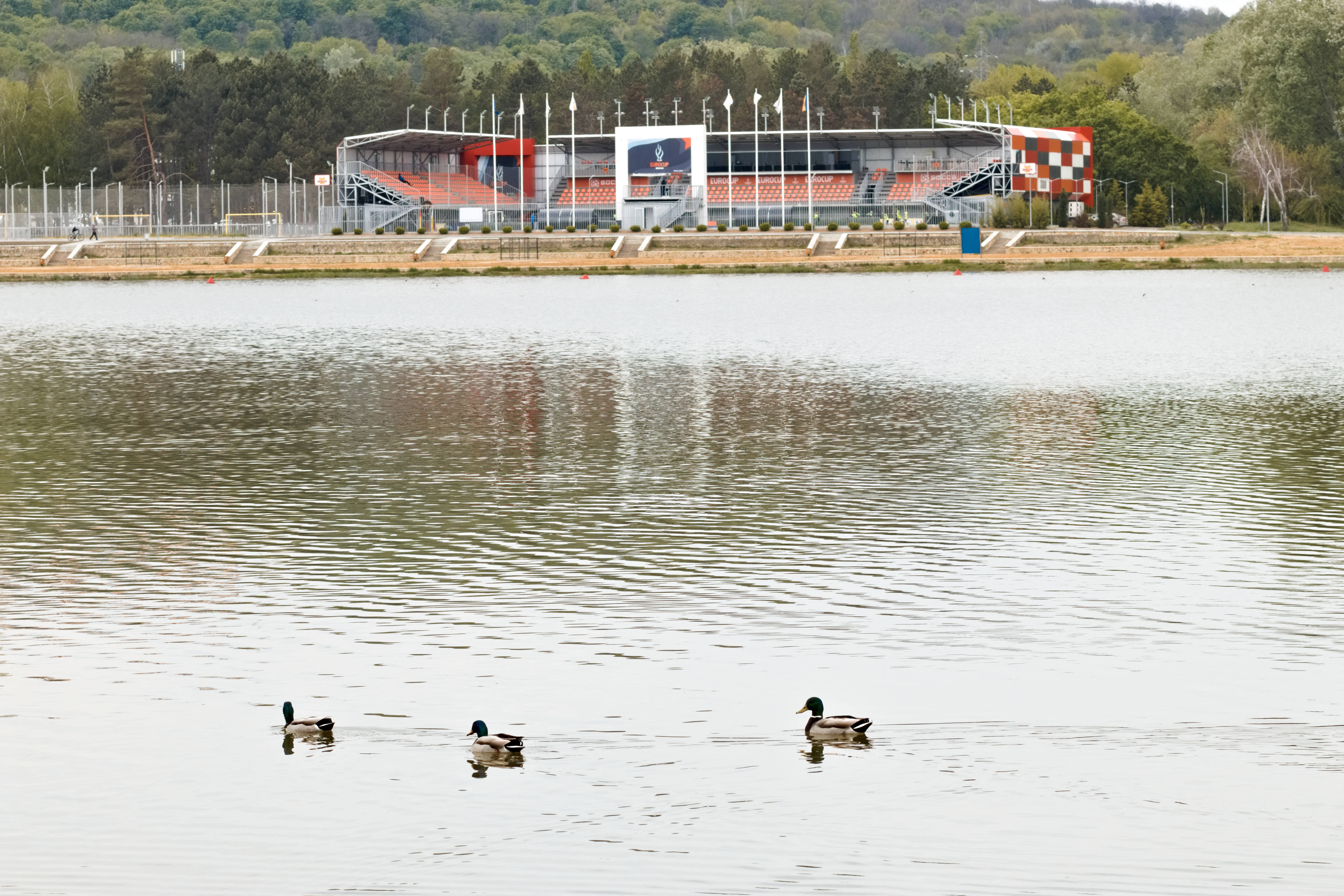
Stadion multifuncțional din parc.
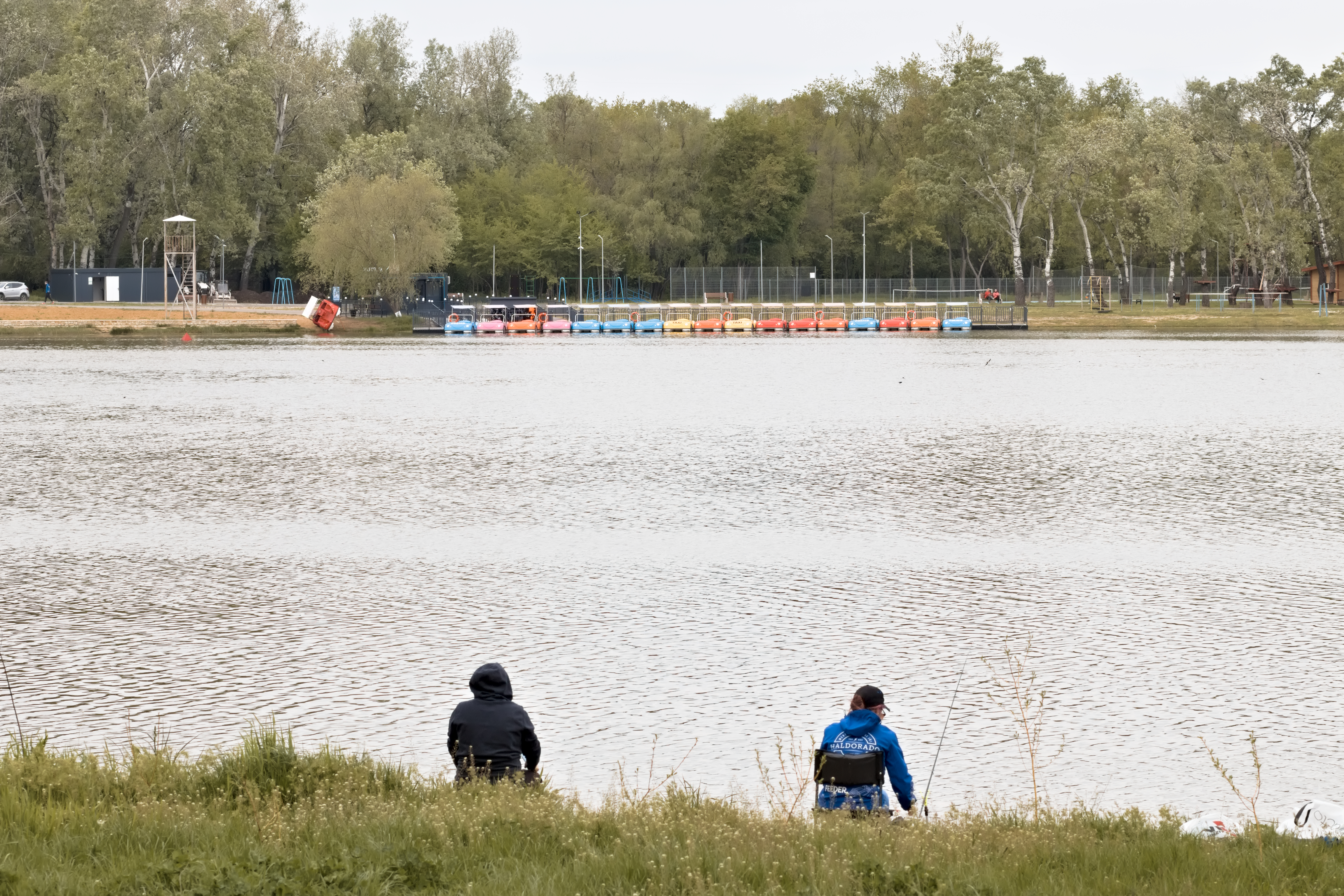
Pescari
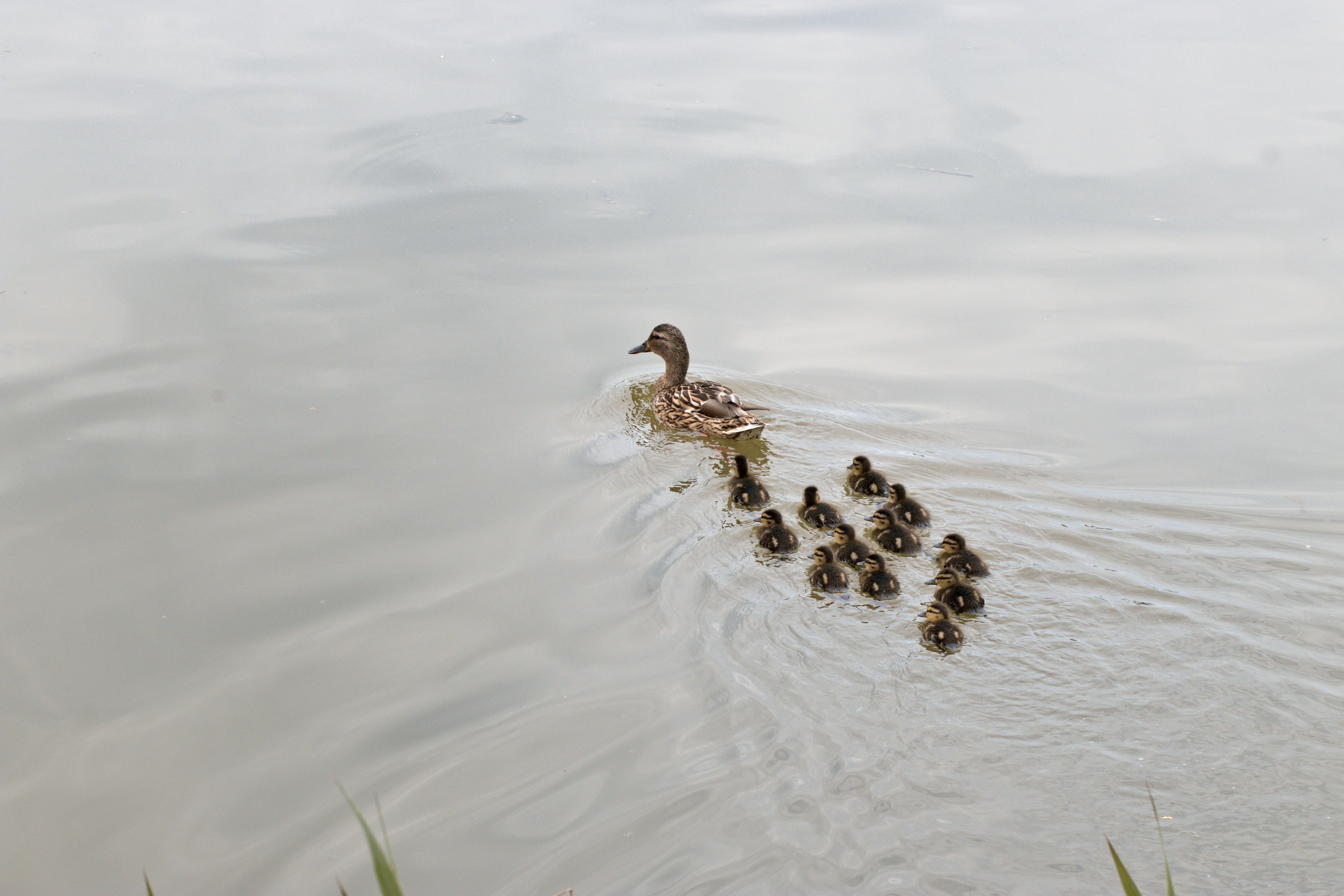
Rațe pe unul dintre lacurile din parc.
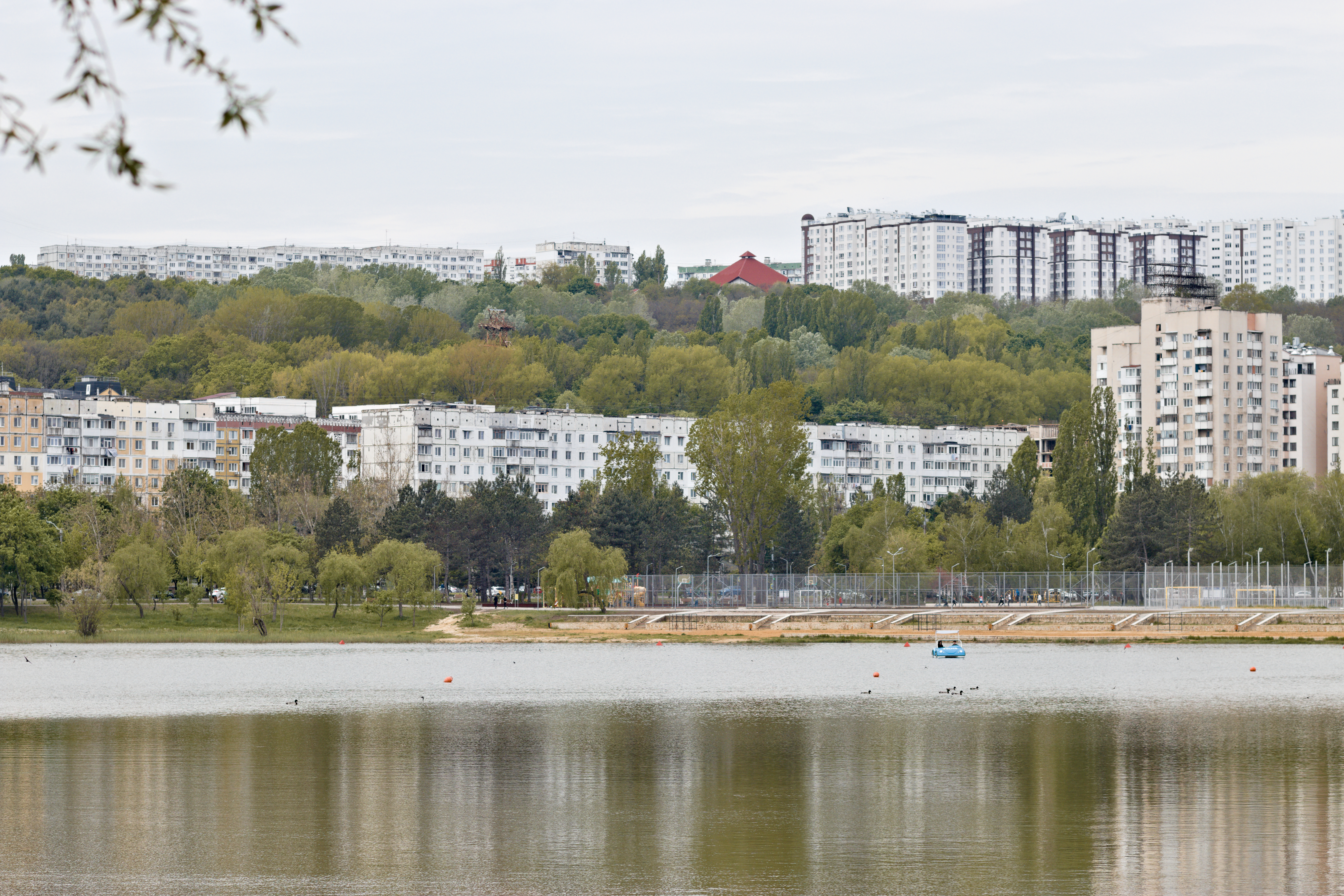
Vedere din parc spre cartierul Sculeni.
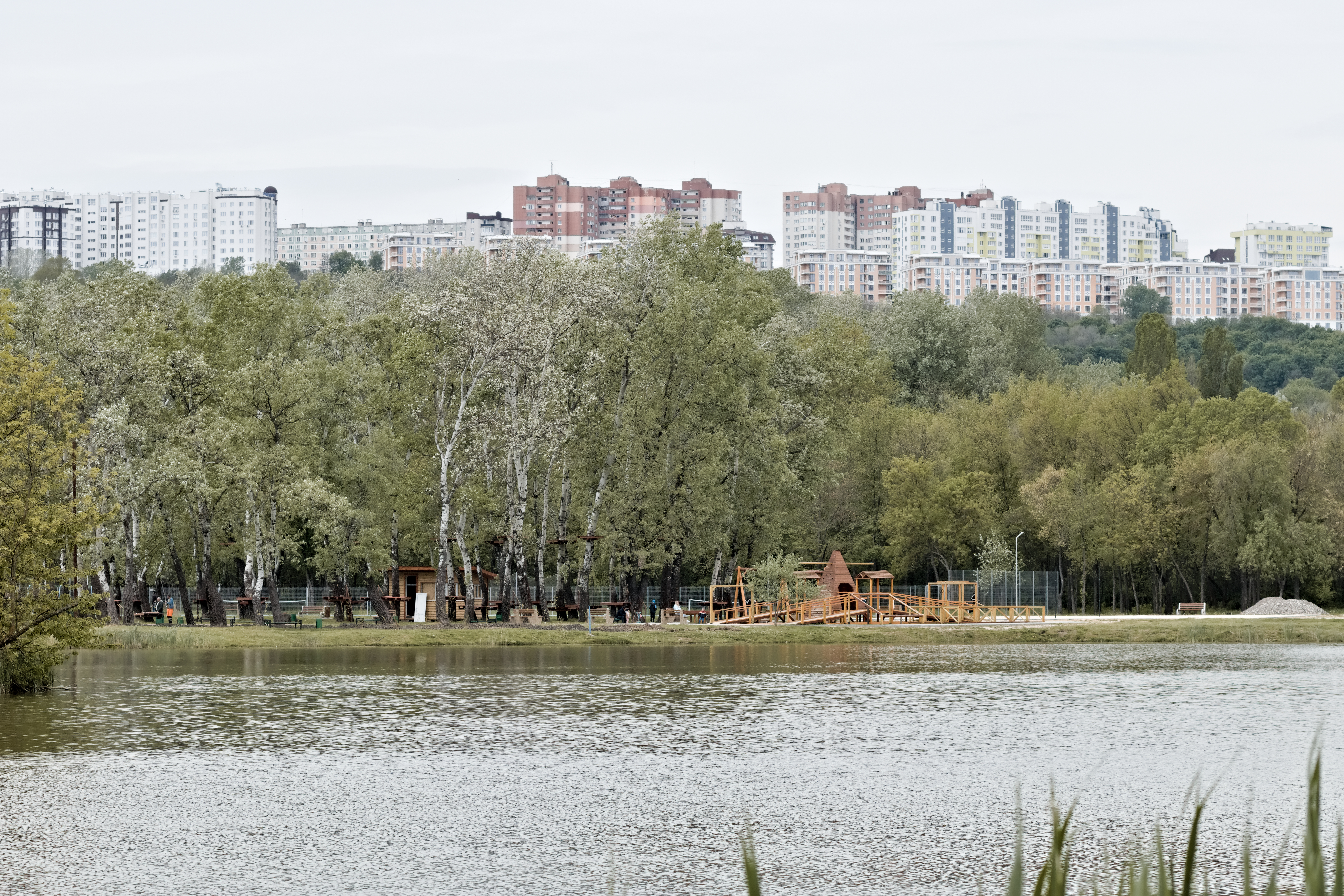
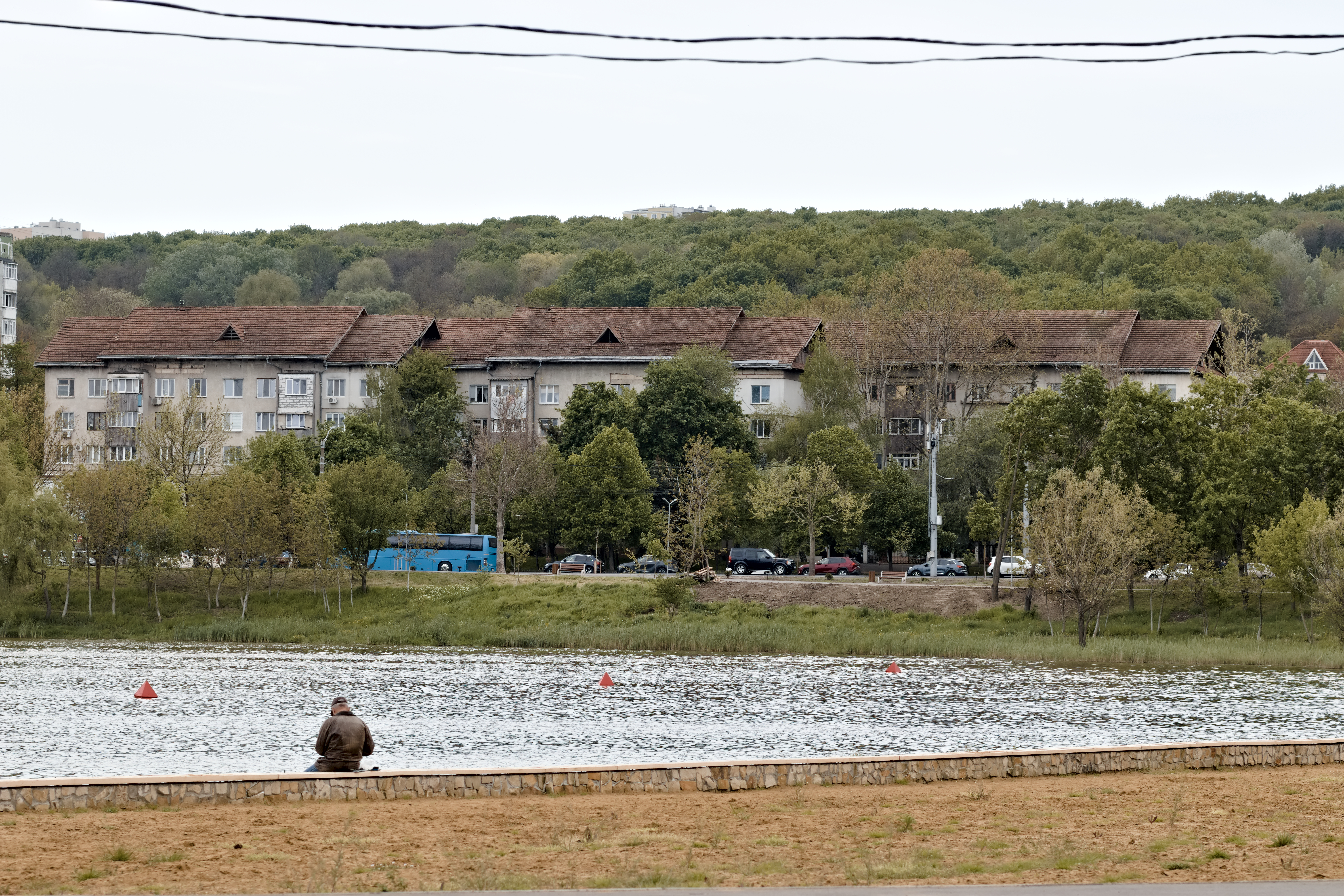
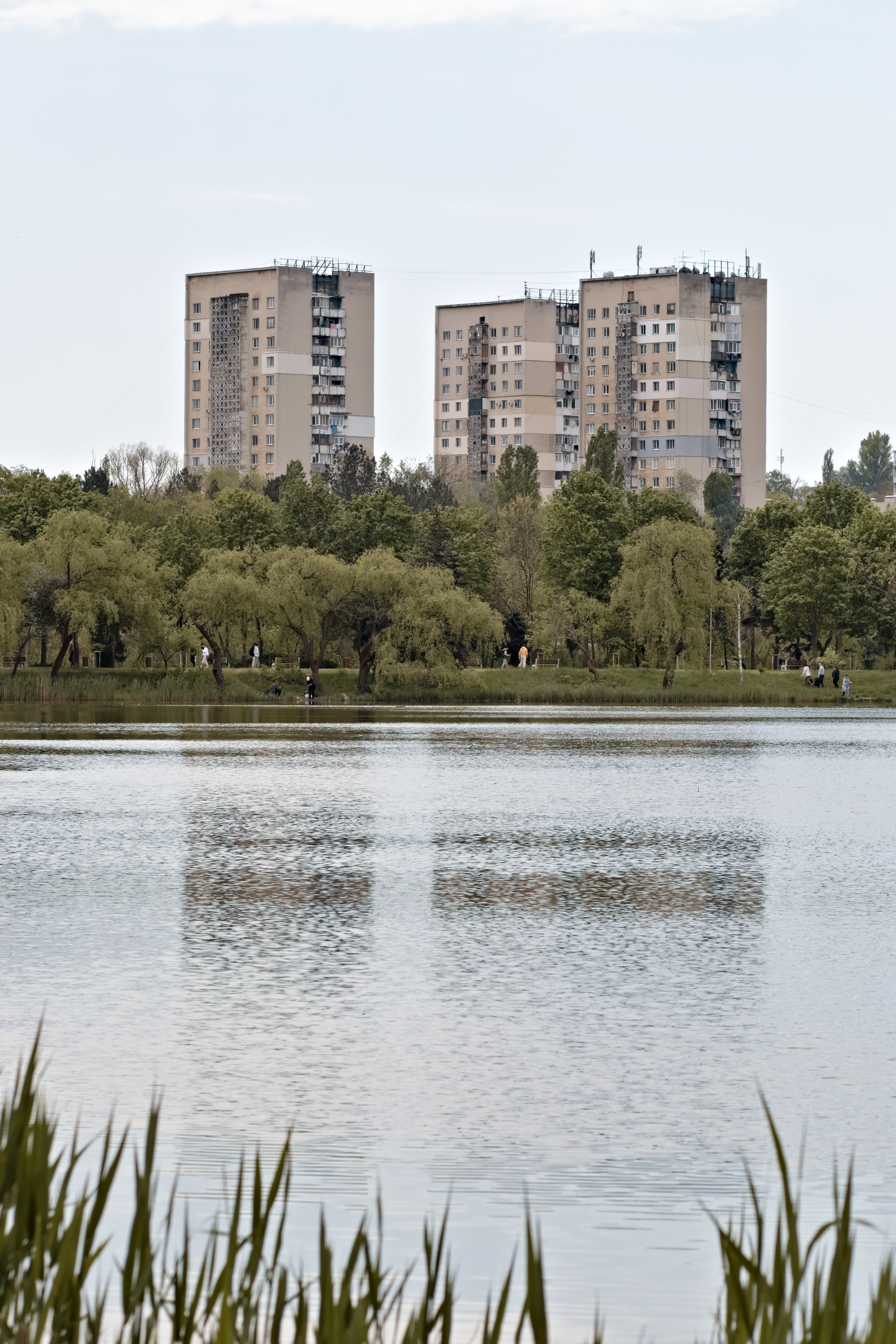